# Turbulence
Pour les articles homonymes, voir Turbulence (homonymie).

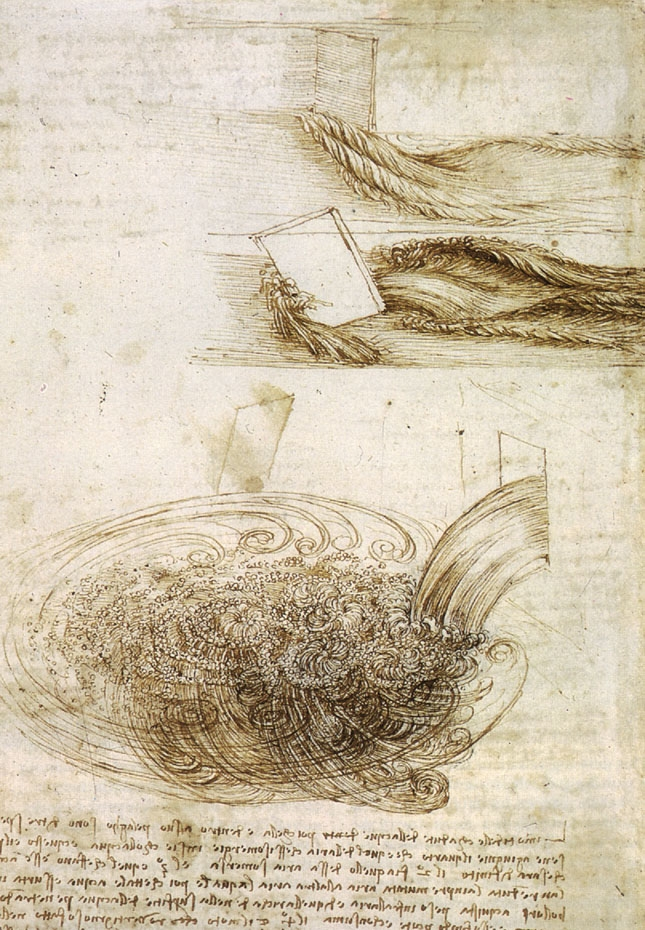
Léonard de Vinci s'est notamment passionné pour l'étude de la turbulence.

La turbulence désigne l'état de l'écoulement d'un fluide, liquide ou gaz, dans lequel la vitesse présente en tout point un caractère tourbillonnaire : tourbillons dont la taille, la localisation et l'orientation varient constamment. Les écoulements turbulents se caractérisent donc par une apparence très désordonnée, un comportement difficilement prévisible et l'existence de nombreuses échelles spatiales et temporelles. De tels écoulements apparaissent lorsque la source d'énergie cinétique qui met le fluide en mouvement est relativement intense devant les forces de viscosité que le fluide oppose pour se déplacer. À l'inverse, on appelle laminaire le caractère d'un écoulement régulier.
La découverte et l'étude de la turbulence est très ancienne, elle a été décrite par exemple par Léonard de Vinci qui, après lui, n'a pas progressé durant presque 400 ans, avant que l'ingénieur irlandais Osborne Reynolds prolonge ses travaux en 1883.

## Description

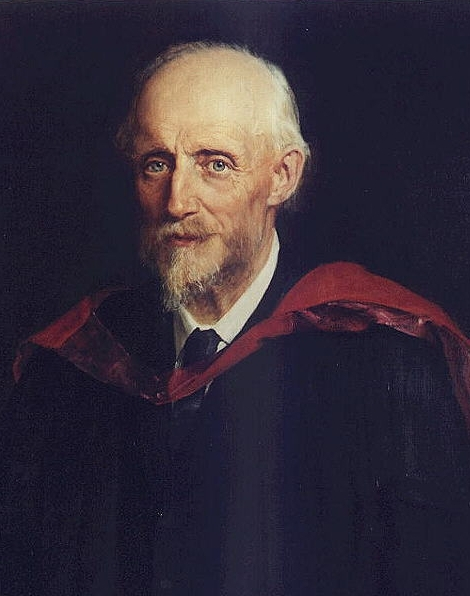
Osborne Reynolds, qui a relancé à la fin du XIXe siècle l'étude de la turbulence.

En dynamique des fluides, la turbulence ou l'écoulement turbulent est un régime d'écoulement caractérisé par des changements chaotiques de pression et de vitesse d'écoulement. La turbulence est causée par l'excès d'énergie cinétique  dans certaines parties de l'écoulement du fluide, l'énergie cinétique en excès venant contrecarrer l'effet d'amortissement apporté par la viscosité du fluide. Pour cette raison, les turbulences sont plus faciles à produire au sein de fluides à faible viscosité et inversement.
Le début de l'apparition de la turbulence dans un écoulement peut être prédit par le nombre de Reynolds, nombre sans dimension qui fait état du rapport entre l'énergie cinétique des particules et l'amortissement visqueux existant dans un écoulement fluide donné. En raison de sa complexité, la turbulence a longtemps résisté à une analyse physique détaillée. Les interactions au sein de la turbulence créent un phénomène très complexe. Richard Feynman a décrit la turbulence comme le plus important problème non résolu de la physique classique.

## Caractérisation, modélisation
Le comportement complexe des écoulements turbulents doit la plupart du temps être abordé par la voie statistique. 
On peut ainsi considérer que l'étude de la turbulence fait partie de la physique statistique. Pour traduire le fait que, dans un écoulement, les forces d'inertie l'emportent sur les forces de viscosité, un nombre de Reynolds convenablement choisi doit être supérieur à un certain seuil, mais ce seuil varie en fonction de l'application.
Une propriété classiquement mise en avant d'un écoulement turbulent réside dans un processus appelé cascade turbulente (ou cascade de Richardson) : la division des grands tourbillons en tourbillons plus petits permet un transfert d'énergie des grandes échelles vers les petites échelles données par la dimension de Kolmogorov. À l'issue de ce transfert, les tourbillons les plus petits dissipent l'énergie qu'ils ont reçue des plus grands tourbillons (comme les dépressions météo et cyclones tropicaux par exemple). Pour ces petits tourbillons, en effet, la dissipation moléculaire freine les variations de vitesse trop importantes du fait de la viscosité du fluide considéré. Cette cascade turbulente explique, par exemple, l'atténuation progressive et la mort des cyclones tropicaux et dépressions météo, ainsi que la transformation de leur énergie cinétique en chaleur. Mais elle explique aussi, à plus petit échelle, la dissipation du sillage d'une voiture ou d'un avion.
Le tourbillon de rue de l'image ci-dessous peut ainsi être vu comme la dernière métamorphose du cyclone de l'image précédente (ou d'ailleurs le dernier effet local du passage d'un camion).

Boucle radar montrant l'arrivée de l'ouragan Katrina en Louisiane.
Animation d'un tourbillon au coin d'une rue.
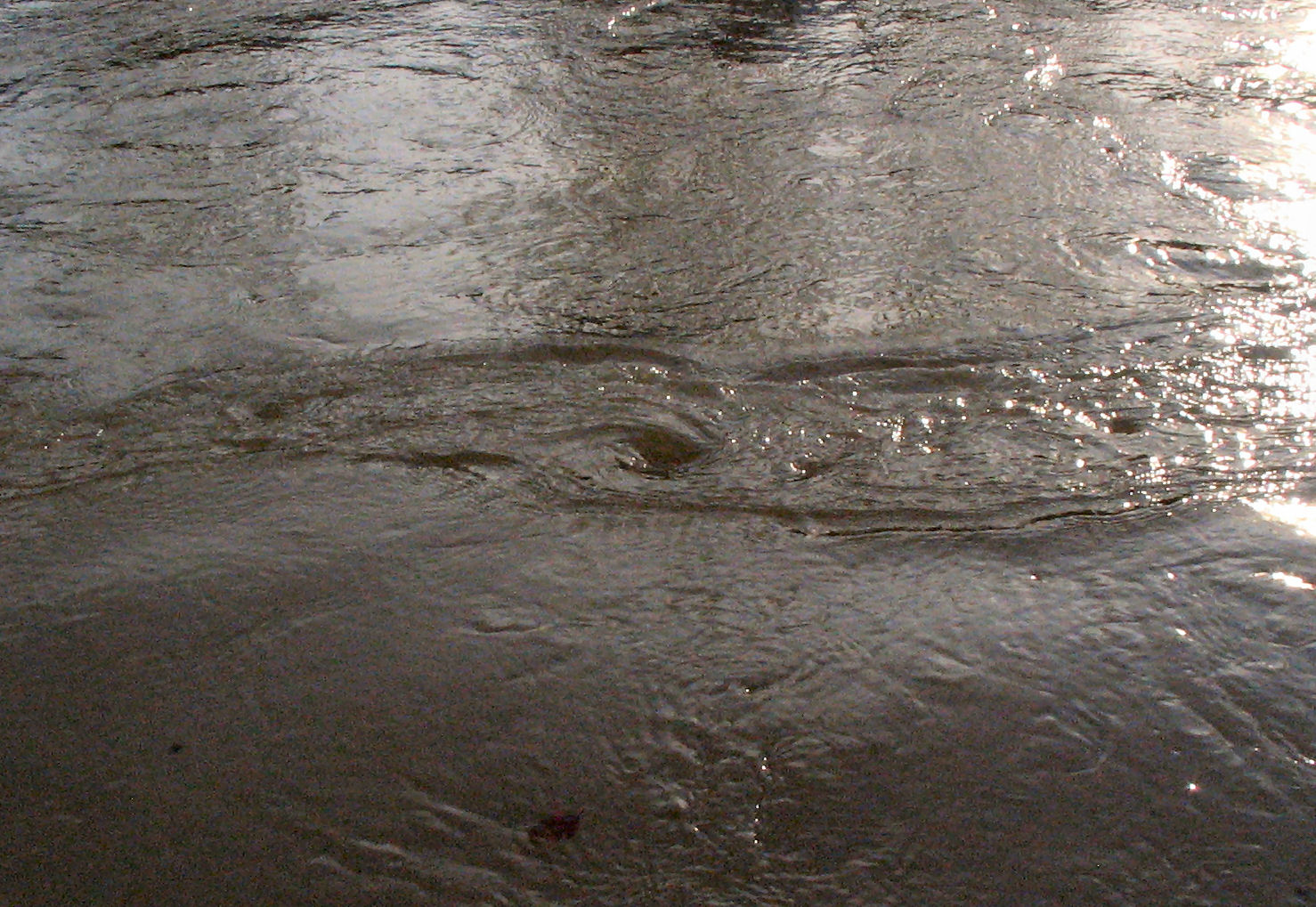
Tourbillon et turbulences dans une rivière.

Notons que sans la dissipation permanente qu'entraîne cette cascade de Richardson, les phénomènes météo tels que dépressions, tornades et tourbillons de poussière demeureraient indéfiniment. L'apport en énergie solaire, qui est la source d'énergie de la machine planétaire (océanique et atmosphérique), ne s'interrompant jamais, on ne pourrait qu'aboutir à un renforcement continu des courants océaniques et atmosphériques. 
En pratique, ce processus de dissipation de l'énergie (la cascade turbulente) n'est cependant pas obligatoirement à sens unique, le phénomène d'appariement tourbillonnaire (en anglais backscatter) permettant le transfert ponctuel de petites structures tourbillonnaires (qui fusionnent) vers une ou plusieurs structures plus grandes.
Depuis les années 1970, la modélisation numérique de la turbulence permet aux chercheurs d'étudier le phénomène à petite échelle, en utilisant notamment l'approche appelée Simulation des Grandes Structures (SGS) de la Turbulence, ou Large Eddy Simulation (LES) en anglais.. 
La physique et la connaissance de la turbulence sont en plein essor grâce :
- à la généralisation des instruments de mesure (comme les free falling optical profilers[3] ou les sondes à effet Doppler-Fizeau pour l'étude de la turbulence en milieu aquatique) ;
- à la réduction progressive du coût de ces instruments ;
- aux apports de l'intelligence artificielle (apprentissage profond) appliquée aux fluides géophysiques, en particulier dans le domaine météorologique et plus encore pour la compréhension, la paramétrisations et la modélisation des turbulences, des courants et du relatif mélange océanique en zone tropico-équatoriale (qui reste l'un des principaux biais des logiciels de modélisation des océans et du climat)[4]. Un réseau neuronal artificiel entraîné « sous contrainte physique » et à l'aide de l'enregistrement décennal d'observations hydrographiques et de turbulence dans le Pacifique tropical a par exemple récemment permis de mieux paramétriser les modèles actuelles[4].

## Quantification
Dans le cas d'un écoulement incompressible la turbulence peut se quantifier à l'aide de l'outil statistique "écart type".
En considérant une série de n mesures de vitesse en un point, l'écart type peut être défini par la formule suivante:
{\displaystyle \sigma _{X}:={\sqrt {{\frac {1}{n}}\sum _{i=1}^{n}(u_{i}-{\bar {U}})^{2}}}}
{\displaystyle u_{i}}  étant la vitesse à l'instant {\displaystyle n_{i}}
et  {\displaystyle {\bar {U}}}  la valeur moyenne de la vitesse
La turbulence exprimée en %, souvent notée Tu, correspond alors à:
{\displaystyle Tu[\%]={\frac {100*\sigma _{X}}{\bar {U}}}}

## Effets

### Dans les transports

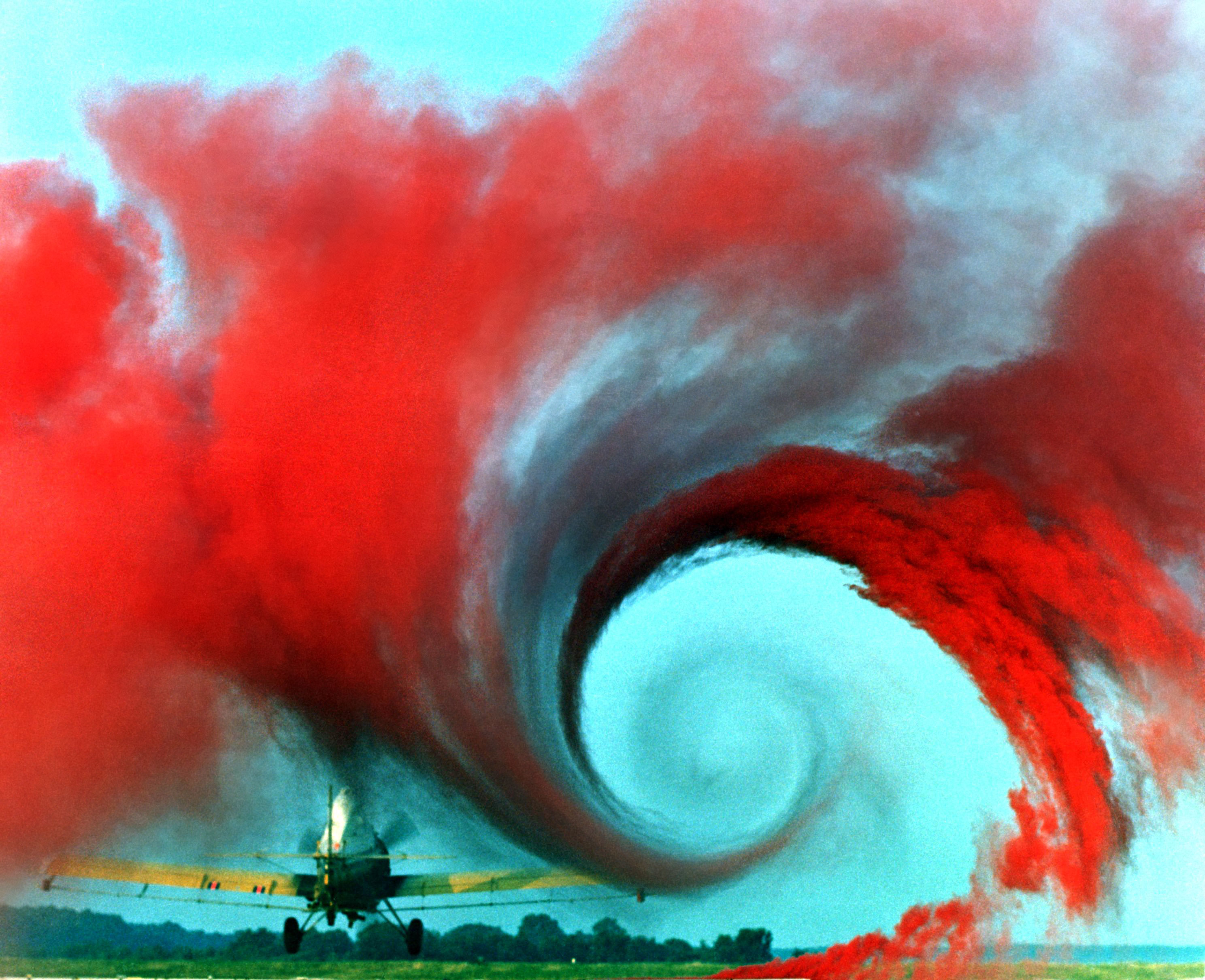
Tourbillon marginal (turbulence) d'une aile d'avion.

La turbulence augmente la traînée de friction des objets en mouvements pour des nombres de Reynolds élevés (ceux qui régentent les mouvements des objets du quotidien : véhicules, aéronefs et projectiles de sports). 
Cependant, provoquer la transition de la couche limite existant autour d'un corps depuis le régime laminaire jusqu'au régime turbulent peut permettre de retarder le décollement de cette couche limite et de ce fait diminuer la traînée de pression du corps (avec une légère augmentation de la traînée de friction, le bilan restant cependant largement positif). Par exemple certaines combinaisons de nageurs sont munies d'écailles, pour générer de la turbulence ; les concavités présentes à la surface des balles de golf jouent le même rôle (voir la crise de traînée de la sphère), ainsi que les turbulateurs à la surface des avions, autrement appelés générateurs de vortex. Ces dispositifs visant à modifier l'écoulement fluide passant autour de l'objet (aéronef, projectile...) entrent dans la catégorie du contrôle des écoulements.

### En météorologie et océanographie

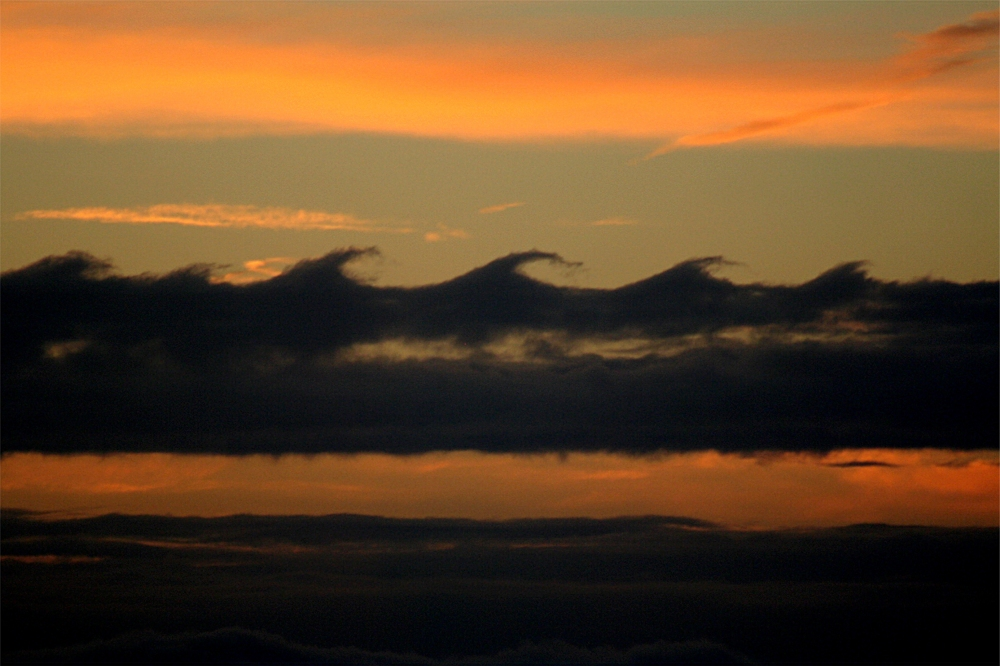
Onde de Kelvin Helmholtz au sommet des nuages dans le ciel de San Francisco.

Il existe plusieurs phénomènes turbulents dans l'atmosphère et les océans. Certains sont reliés à convection lors du réchauffement des basses couches de ces fluides. Celles-ci deviennent moins denses que les couches supérieures et vont s'élever ce qui va changer la distribution de vitesse du fluide tant dans la verticale que dans l'horizontale.
D'autres sont reliés au glissement de couches stables, mais ayant des densités différentes, l'une sur l'autre. On parle alors de cisaillement.  Les ondes de Kelvin-Helmholtz sont générés de cette manière et introduisent une rotation semblable à une vague qui déferle à l'altitude de la jonction des couches. Il y a également des turbulences mécaniques qui se produisent quand le fluide atmosphérique ou océanique est forcé de surmonter un obstacle. On obtient alors d'une onde de gravité qui peut générer de la turbulence sous forme de rotors. Il s'agit d'un phénomène météorologique complexe appelé onde orographique. Les rotors sont alors formés dans la couche sous-ondulatoire.
La turbulence explique donc les variations locales des courants marins et des vents atmosphériques.
De manière générale, la présence d'ondes mène à une turbulence dite d'ondes pour laquelle il est possible de développer, dans le cas d'ondes de faible amplitude, une théorie asymptotique. Par exemple, on parle de turbulence d'ondes de gravité pour décrire les interactions non-linéaires des vagues sur les océans.

### Dans l'environnement

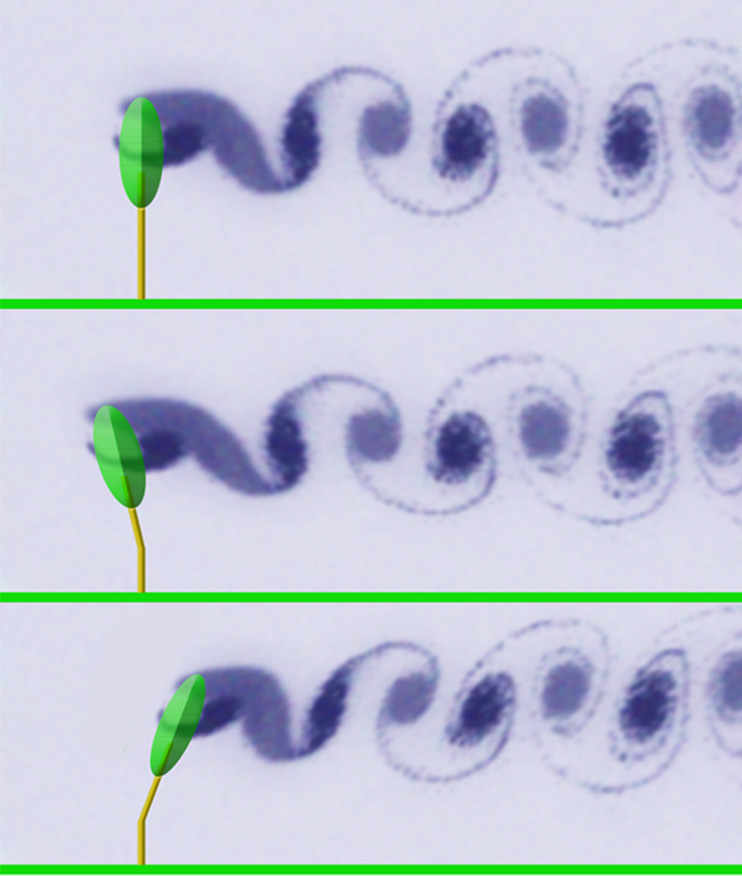
Modification (par le balancement d'un arbre) des turbulences qu'il génère dans le vent (allée de Kármán). La réalité est bien plus complexe (percolation du flux dans les branches et feuilles qui sont des obstacles plus ou moins élastiques)

Elles ont un rôle écologique important. 
- Dans l'eau les turbulences contribuent au mélange des couches thermiques, salines, acides ou plus ou moins oxygénées ou anoxiques, mais aussi à une érosion non-homogène et par suite à la turbidité, la remise en suspension ou dans les zones de moindre turbulence aux dépôts différentiés de particules (selon masse et granulométrie). Beaucoup d’organismes aquatiques savent utiliser des turbulences et notamment les contre courants qu'elles génèrent localement pour se déplacer en consommant moins d'énergie.
- Face au vent, la rugosité du paysage et en particulier la rugosité dite "molle" de la végétation (par opposition à celle des roches et des constructions par exemple) a un impact important sur les vents (atténuation de la force du vent dans les basses couches de l'atmosphère), la turbulence et, indirectement, sur les envols ou dépôts de poussières, la température, l'évaporation, le mélange de la partie basse de la colonne d'air (de la hauteur des pots d'échappement à la hauteur où sont émis les panaches de cheminées d'usine ou de chaudières urbaines par exemple), la régularité du vent (important pour les installations d'éoliennes ou de fermes éoliennes), etc.

Kalnay et Cai dans la revue Nature avaient en 2003 posé l'hypothèse que les arbres freinaient significativement le vent. En effet, en forêt tropicale dense, hormis lors des tempêtes, les effets du vent sont quasiment imperceptibles depuis le sol. La plupart des arbres n'y produisent leurs puissants contreforts que quand ils émergent au niveau de la canopée où ils sont alors exposés à un éventuel déracinement par le vent.
On a récemment réanalysé les données météorologiques de mesure des vents de surface (jusqu'à 10 mètres de hauteur) qui confirment dans l’hémisphère nord une tendance au ralentissement ; il semble que les forêts puissent, dans une certaine mesure, freiner le vent alors que la désertification l'exacerbe. Là où la forêt a regagné du terrain, la force du vent a diminué (de 5 à 15 %), et ce, de manière d'autant plus visible que le vent est fort. Les vents géostrophiques (induits par les variations de pression atmosphérique) n'ont pas diminué, et les aéroradiosondes ne montrent pas de tendance au ralentissement en altitude.
- Le bocage est une structure écopaysagère qui modifie également les effets du vent en créant des microclimats atténuant le vent, mais aussi les chocs thermohygrométriques et l'érosion des sols. Les turbulences générées par les arbres, haies et forêts ont une grande importance pour les microclimats bocager et forestiers, pour la circulation aériennes des pollens, d'invertébrés et microorganismes aéroportés, de propagules (ex : spores de mousses, lichens et autres épiphytes), mais aussi de phytohormones et d'odeurs aéroportées (parfum floral qui attire abeilles ou papillons pollinisateurs ou hôtes par exemple, ou hormones de stress qui attirent d'autres espèces). Le mouvement des feuilles laisse la lumière pénétrer plus profondément dans le houppier et au sol. Les buisson, bosquet, haie, ou massif forestier auront des effets différents, assez importants parfois pour freiner le vent de 5 à 15 % dans la couche des 10 à 20 m au-dessus du sol ;
- Inversement, dans l'eau, la mobilité de certains animaux aquatiques (poissons, têtards  en particulier, mais aussi petits organismes tels que daphnies, crustacés) sont source de turbulences et microturbulences qui jouent un rôle dans le mélange de couches. On peut parler de microturbulence ou de nanoturbulence pour les mouvements induits par les bactéries à flagelle. Le système nerveux de certains poissons est très sensible aux turbulences, ce qui leur permet notamment de détecter l'attaque proche d'un prédateur.

### En astronomie
La turbulence atmosphérique est le frein majeur aux observations astronomiques effectuées depuis la Terre. Elle a pour effet de disperser la lumière de façon fluctuante et aléatoire. Les dispositifs d'optique adaptative permettent de compenser en partie ces distorsions parasites.
La turbulence atmosphérique change chaque milliseconde.

### Autres domaines
Elle est aussi étudiée en aéronautique (jets des réacteurs, chambres de combustion, sillages des aubes et compresseurs, etc.), dans l'industrie chimique (efficacité considérable du processus de mélange turbulent), ainsi qu'en acoustique, en géophysique, etc.